# Fonction caractéristique (thermodynamique)
Pour les articles homonymes, voir Fonction caractéristique.
En thermodynamique, une fonction caractéristique est une fonction d'état extensive qui, à elle seule, caractérise entièrement un système à l'équilibre.

## Historique
La notion de fonction caractéristique a été établie par François Massieu dans ses deux courtes publications parues en 1869,. Il y définit deux fonctions aujourd'hui appelées fonction de Massieu {\displaystyle J} et fonction de Planck {\displaystyle Y}.
Les potentiels thermodynamiques couramment employés de nos jours sont des fonctions caractéristiques. Si l'énergie interne {\displaystyle U} et l'entropie {\displaystyle S} ont été définies antérieurement, notamment par Sadi Carnot (1824) et Rudolf Clausius (1865), l'enthalpie libre {\displaystyle G} a été définie en 1876 par Willard Gibbs, qui cite Massieu dans ses travaux,. La fonction énergie libre {\displaystyle F} est définie en 1882 par Hermann von Helmholtz. La définition de l'enthalpie {\displaystyle H} est attribuée en 1909 par J.P. Dalton à Heike Kamerlingh Onnes.

## Exemples

### Les fonctions de Massieu
Dans ses deux courtes publications parues en 1869, Massieu définit deux fonctions caractéristiques, selon le couple de  variables indépendantes choisi :
- température {\displaystyle T} et volume {\displaystyle V} : {\displaystyle \psi =S-{U \over T}}, fonction de Massieu ; en notation moderne[6] : {\displaystyle J=-{F \over T}}, avec {\displaystyle F} l'énergie de Helmholtz ou énergie libre ;
- température {\displaystyle T} et pression {\displaystyle P} : {\displaystyle \psi ^{\prime }=\psi -{PV \over T}}, fonction de Planck ; en notation moderne[6] : {\displaystyle Y=-{G \over T}}, avec {\displaystyle G} l'énergie de Gibbs ou enthalpie libre.

### Les potentiels thermodynamiques
Les quatre principaux potentiels thermodynamiques sont, selon le couple de variables indépendantes choisies :
- volume {\displaystyle V} et entropie {\displaystyle S} : {\displaystyle U} énergie interne ;
- pression {\displaystyle P} et entropie {\displaystyle S} : {\displaystyle H=U+PV} enthalpie ;
- volume {\displaystyle V} et température {\displaystyle T} : {\displaystyle F=U-TS} énergie libre ;
- pression {\displaystyle P} et température {\displaystyle T} : {\displaystyle G=H-TS} enthalpie libre.

## Détermination des propriétés d'un système

### Équations d'état
On peut à partir d'une fonction caractéristique définir la température, la pression, le volume et l'entropie par des relations appelées équations d'état :

### Coefficients calorimétriques et thermoélastiques
Les divers coefficients calorimétriques et thermoélastiques peuvent être déterminés à partir d'une fonction caractéristique :